# 5 brumaire
5 vendémiaire 5 frimaire
Le quintidi 5 brumaire, officiellement dénommé jour de l'oie, est le 35e jour de l'année du calendrier républicain.
C'était généralement le 26e jour du mois d'octobre dans le calendrier grégorien.